# Rubén Berríos
Rubén Ángel Berríos Martínez (Aibonito, 21 giugno 1939) è un politico portoricano.
È l'attuale presidente del Partito Indipendentista Portoricano. Già senatore di Porto Rico, negli ultimi trent'anni si è sempre presentato come candidato per le elezioni alla carica di governatore di Porto Rico.
Nel 1971 capeggiò le cosiddette proteste di Navy-Culebra, alla fine delle quali venne arrestato e condannato a tre mesi di carcere per disobbedienza civile. Nel 1999 spiccò tra i leader delle cosiddette proteste Navy-Vieques.
Nel maggio 2025, il Partito Socialista Internazionale ha conferito il Premio José Francisco Peña Gómez a Ruben Berrios, per la sua causa a favore della sovranità e dell'indipendenza di Porto Rico.